# Methanosarcinales
Methanosarcinales ist eine Ordnung von Archaeen in der Klasse Methanomicrobia.
In der Domäne der Archaeen gibt es eine Reihe von Methanogenen (Methan produzierenden Mikroben).
Die Gensequenzen der 16S-Untereinheit ihrer ribosomalen RNA deuten darauf hin, dass sie eine phylogenetisch eigenständige Gruppe innerhalb des Phylums (Abteilung) der Euryarchaeota bilden.
Die Ordnung Methanosarcinales ist eine von etwa acht Ordnungen unter den Methanogenen dieses Phylums. Sie bildet zusammen mit zwei weiteren Ordnungen der Methanbildner, Methanocellales und Methanomicrobiales, die Klasse der Methanomicrobia (oder „Klasse-II-Methanogene“).

## Morphologie
Die Mitglieder der Ordnung Methanosarcinales sind kokkoid (kokkenförmig, d. h. annähernd kugelförmig) oder umhüllte Stäbchen (bazillenförmig); sie kommen auch in Quasi-Bündeln („pseudosarcin“) vor.
Die meisten Vertreter haben eine Protein-Zellwand, der Peptidoglykan und Pseudomurein fehlen.

## Vorkommen
Die Vertreter der Methanosarcinales sind in anaeroben Umgebungen weit verbreitet (kosmopolitisch).
Man findet sie im Süßwasser, in Meeresumgebungen, auch in extrem halophilen (salzreichen) Sedimenten sowie in anaeroben Faul- und Gärbehältern (etwa von Klärschlamm, en. laboratory digestors) und im Magen-Darm-Trakt von Tieren.
Mit Hilfe molekularer Techniken (wie im Magen-Darm-Trakt) wurden Methanosarcinales auch in tiefen terrestrischen Untergrundumgebungen wie in den Goldminen Südafrikas nachgewiesen.

## Stoffwechsel
Die Methanosarcinales sind strikt anaerob und leben, indem sie Methan produzieren.
Einige Arten verwenden Acetat als Substrat, andere nutzen Methylverbindungen, wie Methylsulfate und Methylamine.
Diese Mikroben katalysieren den letzten Schritt des Abbaus organischer Stoffe in anoxischen (sauerstofffreien) Umgebungen, in denen Licht und terminale Elektronenakzeptoren (außer CO2) begrenzt sind.

## Ökologie
In Meeressedimenten werden große Mengen an Methan produziert, oft aber bereits wieder verbraucht, bevor sie mit aeroben (Sauerstoff führenden) Gewässern oder der Atmosphäre in Kontakt kommen.
Auch wenn (mit Stand 1999) noch kein Organismus isoliert wurde, der Methan anaerob verbrauchen kann, deuten biogeochemische Hinweise darauf hin, dass es einen Gesamtprozess gibt, der eine Elektronenübertragung von Methan auf Sulfat beinhaltet und offenbar von mehreren Organismen in einer (symbiotischen) Gemeinschaft vermittelt wird, zu der neben einem Methanbildner (Methanogen) auch ein Sulfatreduzierer gehört; und dass diese ein noch unbekanntes Zwischensubstrat austauschen.
Ursprünglich dachte man, dass die Umwandlung von Erdöl (lineare und zyklische Alkane, Alkene und ähnliche Kohlenwasserstoffe) in Erdgas (Methan) nur durch solche symbiotischen Gemeinschaften erfolgen kann (wie beispielsweise mit Methanophagales oder Methanosarcinales des ANME-2c-Clusters (etwa Gattung Ca. Syntrophoarchaeum), des GoM-Arc1-Clusters sowie Ca. Argoarchaeum), inzwischen haben sich aber mit der neu gefundenen Klasse Methanoliparia Archaeen gefunden, die das alleine zu Wege bringen.

## Etymologie
Die Vorsilbe Methano- verweist auf die Produktion von Methan, die Nachsilbe -sarcina leitet sich ab von lateinisch sarcina, deutsch ‚Paket, Bündel‘, englisch package, bundle.
Methanosarcina bedeutet also „methanproduzierendes Bündel(chen)“.

## Systematik
Der folgende Liste der Mitglieder liegen als Quellen zugrunde (wo nicht anders angegeben: Stand 21. Januar 2022):
- G – Genome Taxonomy Database (GTDB), derzeit nur für Fam. Methanoperedenaceae geprüft.[12]
- L – List of Prokaryotic names with Standing in Nomenclature (LPSN)[1] (L? – „not validly published“)
- N – National Center for Biotechnology Information (NCBI)[2]
- W – World Register of Marine Species (WoRMS)[3] (W? – „unreviewed“)

Ordnung Methanosarcinales Boone et al. 2002 (L,N,W),
Synonyme: Methanotrichales Akinyemi et al. 2021 (L) und Halomebacteria Cavalier-Smith 2002 (N)
- Familie Candidatus Methanoperedentaceae corrig. Haroon et al. 2013 (L) mit Schreibvariante Ca. Methanoperedenaceae Haroon et al. 2013 (G,L?,N)– Stand: 24. April 2022
  - Gattung Candidatus Methanoperedens Haroon et al. 2013 (G,L?,N)
    - Spezies Candidatus Methanoperedens nitroreducens Haroon et al. 2013 (G,L?,N) mit Schreibvariante Ca. Methanoperedens nitratireducens corrig. Haroon et al. 2013 (L?) – Typus (L)
      - Stamm ANME-2d (G,L) – Referenz (L)
      - Stamm UBA453 (G) – bei NCBI vorläufig in eigener Spezies Ca. Methanoperedens sp. UBA453 (N)

    - Spezies Candidatus Methanoperedens sp. Mnv1[13] alias Ca. Methanoperedens nitroreducens_A (G) – lt. GTDB in der NCBI-Taxonomie nicht unterschieden von Ca. Methanoperedens nitroreducens (G), siehe aber Leu (2020) Fig. 3.[13]
      - Stamm Mnv1 (G)[13]

    - Spezies Candidatus Methanoperedens ferrireducens Cai et al. 2018 (L?) – nahestehend zu BLZ1 (s. u.)[14]
    - Spezies Candidatus Methanoperedens manganicus Leu et al. 2020 (L?) – nahestehend zu BLZ2 (s. u.)[13]
    - Spezies Candidatus Methanoperedens manganireducens Leu et al. 2020 (L?)[13] offenbar mit Schreibvariante von Ca. Methanoperedens manganitroreducens[15]
    - Spezies Candidatus Methanoperedens psychrophilus Chen et al. 2022 (L?)[15] mit Fe_bin.173 aus der Metagenomik[15]
    - Spezies Methanoperedens sp002487355 (G) alias Ca. Methanoperedens sp. BLZ2 (N) – wg. Stamm BLZ1 nahestehend zu Ca. Methanoperedens ferrireducens,[14] wg. Stamm BLZ2 nahestehend zu Ca. Methanoperedens manganicus.[13]
      - Stamm BLZ2 (G,N) – Referenz (G)
      - Stamm BLZ1 (G) – bei NCBI vorläufig in eigener Spezies Ca. Methanoperedens sp. BLZ1 (N)
      - Stamm SB2 (G)
      - Stamm Ru_enrich_MN (G)

    - Spezies Methanoperedens sp. Mizunami[13]
    - Spezies Methanoperedens sp003104905 (G) mit Stamm FeB_1 (G)
    - Spezies Methanoperedens sp012026795 (G) mit Stamm MnB_20 (G)
    - Spezies Methanoperedens sp012026835 (G) mit Stamm MnB_21 (G)
    - Spezies Methanoperedens sp018899795 (G)
      - Stamm KR11_N3.mb.44 (G) – Referenz (G)
      - Stamm KR13_N1.mb.18 (G)

    - Spezies Methanoperedens sp018900975 (G) mit Stamm KR11_0.1_MetaG.mb.84 (G)
    - Spezies Methanoperedens sp902384525 (G) mit Stamm LFW-24 (G)
    - Spezies Methanoperedens sp902386085 (G) mit Stamm LFW-280_1_1 (G)
    - Spezies Methanoperedens sp902386115 (G) mit Stamm LFW-280_2_2 (G)
    - Spezies Methanoperedens sp902386135 (G) mit Stamm LFW-280_3_1 (G)
    - Spezies Methanoperedens sp902386205 (G) mit Stamm LFW-280_3_2 (G)
    - Spezies Methanoperedens sp902386255 (G) mit Stamm LFW-280_4 (G)
    - Spezies Methanoperedens sp905339155 (G) mit Stamm METP1 (G)

  - ohne Gattungszuweisung
    - Spezies Candidatus Methanoperedenaceae archaeon GB37 (N)
    - Spezies Candidatus Methanoperedenaceae archaeon GB50 (N)
    - Spezies Candidatus Methanoperedenaceae archaeon HGW-Methanoperedenaceae-1 (N)

- Familie Methanotrichaceae (G) Oren 2014 (L,N) bzw. Akinyemi et al. 2021 alias Methanosaetaceae Boone et al. 2002 (L,W)
  - Gattung Methanothrix Huser et al. 1983,
Synonym: Methanosaeta Patel & Sprott 1990 – Typgattung (L,W)
    - Spezies Methanothrix harundinacea (Ma et al. 2006) Akinyemi et al. 2021 (L,W?)
    - Spezies Candidatus Methanothrix paradoxa corrig. Angle et al. 2017 (L?),
Schreibvariante: Ca. M. paradoxum Angle et al. 2017 (L?)
    - Spezies Methanothrix soehngenii Huser et al. 1983 (L)
    - Spezies Methanothrix thermoacetophila corrig. Nozhevnikova & Chudina 1988,
Schreibvariante: M. thermoacetophilia Nozhevnikova & Chudina 1988,
Synonym M. thermophila Kamagata et al. 1992 (L)

- Familie Methanosarcinaceae Balch & Wolfe 1981 (L,W) bzw. Balch & Wolfe 1981 emend. Sowers et al.1984 (N)
  - Gattung Halomethanococcus Yu & Kawamura 1988 (L)
    - Spezies Halomethanococcus doii Yu & Kawamura 1988 (L)

  - Gattung Methanimicrococcus corrig. Sprenger et al. 2000 (L,N),
Schreibvariante: Methanomicrococcus Sprenger et al. 2000 (L,N)
    - Spezies Methanimicrococcus blatticola corrig. Sprenger et al. 2000 (L,N)

  - Gattung Methanococcoides Sowers & Ferry 1985 (L,W) bzw. Sowers & Ferry 1985 emend. L'Haridon et al. 2014 (N)
    - Spezies Methanococcoides alaskense Singh, Kendall, Liu & Boone, 2005 (L,N,W)
    - Spezies Methanococcoides burtonii Franzmann et al. 1993 (L,N)
    - Spezies Methanococcoides euhalobius Obraztsovan et al. 1987 (L?)
    - Spezies Methanococcoides methylutens Sowers & Ferry, 1983 (L,N,W)
    - Spezies Methanococcoides seepicolus L. Li et al. 2021 (L?,N),
mit M. sp. LLY (N)
    - Spezies Methanococcoides vulcani L'Haridon et al. 20141 (L,N),
mit M. sp. SLH33 (N)

- Spezies Methanococcoides sp. AM1
- Spezies Methanococcoides sp. DM1
- Spezies Methanococcoides sp. EBM-47
- Spezies Methanococcoides sp. LMO-1
- Spezies Methanococcoides sp. MO-MCD
- Spezies Methanococcoides sp. NaT1
- Spezies Methanococcoides sp. NM1
- Spezies Methanococcoides sp. PM1
- Spezies Methanococcoides sp. PM2
- Spezies Methanococcoides sp. SA1
- Spezies Methanococcoides sp. SBAK-TMA-1

- Gattung Methanohalobium Zhilina & Zavarzin 1988 (L,N,W)
  - Spezies Methanohalobium evestigatum Zhilina & Zavarzin 1988 (L,N,W),
Schreibvariante: M. evestigatus Zhilina & Zavarzin 1988 (L,N)

- Gattung Methanohalophilus Paterek & Smith 1988 (L,N),
Schreibvariante: Methanihalophilus (N);
früher Halomethanococcus Paterek & Smith 1985 (das meint nicht Halomethanococcus Yu & Kawamura 1987, s. o.) (N)
  - Spezies Methanohalophilus euhalobius Davidova et al. 1997 (N),
früher Methanococcoides euhalobius Obraztsova et al. 1987 (N)
  - Spezies Methanohalophilus halophilus (Zhilina 1984) Wilharm et al. 1991 (N),
früher Methanococcus halophilus Zhilina 1984 (N)
  - Spezies Methanohalophilus levihalophilus Katayamam et al. 2014 (N),
mit M. sp. GTA13
  - Spezies Methanohalophilus mahii Paterek & Smith 1988 (N),
früher Halomethanococcus mahi Paterek & Smith 1985 (N)
  - Spezies Methanohalophilus portucalensis Boone et al. 1993 (N)
  - Spezies Methanohalophilus profundi L'Haridon et al. 20203 (N),
mit M. sp. SLHTYRO (N)

- Spezies Methanohalophilus sp. 2-GBenrich
- Spezies Methanohalophilus sp. DAL1
- Spezies Methanohalophilus sp. L21-TMA-AB
- Spezies Methanohalophilus sp. RET-1
- Spezies Methanohalophilus sp. RSK
- Spezies Methanohalophilus sp. SF-1
- Spezies Methanohalophilus sp. SF-2
- Spezies Methanohalophilus sp. SLHTHETIS
- Spezies Methanohalophilus sp. strain Cas-1
- Spezies Methanohalophilus sp. strain HCM6
- Spezies Methanohalophilus sp. strain Ref-1
- Spezies Methanohalophilus sp. strain SF-1
- Spezies Methanohalophilus sp. T2/21.5
- Spezies Methanohalophilus sp. T3/30.5
- Spezies Methanohalophilus sp. T328-1
- Spezies Methanohalophilus sp. TA21
- Spezies Methanohalophilus sp. WG1-DM
- Spezies Methanohalophilus sp. Z-7302
- Spezies Methanohalophilus sp. Z-7404

- Gattung Methanolobus König & Stetter 1983 (L,N,W)
  - Spezies Methanolobus bombayensis Kadam, Ranade, Mandelco & Boone, 1994 (L,N,W)
  - Spezies Methanolobus chelungpuianus Wu & Lai 2015 (L,N),
mit M. sp. St545Mb (N)
  - Spezies Methanolobus halotolerans Shen et al. 2020 (L,N),
mit M. sp. SY-01 (N)
  - Spezies Methanolobus oregonensis (Liu et al. 1990) Boone 20025 (L,N),
früher Methanohalophilus oregonensis corrig. Liu et al. 1990 (L,N)
  - Spezies Methanolobus profundi Mochimaru et al. 2009 (N),
mit M. sp. MobM (N)
  - Spezies Methanolobus psychrophilus Zhang et al. 2008 (L?,N) mit Stamm R15
  - Spezies Methanolobus psychrotolerans Chen et al. 2018 (L,N),
mit M. sp. YSF-03 (N)
  - Spezies Methanolobus siciliae Stetter & Koning, 1989 (W) – verschoben zu Methanosarcina siciliae (Stetter & König 1989) Ni et al. 1994 (L)
  - Spezies Methanolobus taylorii Oremland & Boone, 1994 (L,N,W)
  - Spezies Methanolobus tindarius Konig & Stetter 1983 (L,N)
  - Spezies Methanolobus vulcani Stetter et al. 1989 (L) bzw. Stetter et al. 1989 emend. Kadam & Boone 1995 (N)
  - Spezies Methanolobus zinderi Doerfert et al. 2009 (L,N),
mit M. sp. SD1 (N)

- Spezies Methanolobus sp. 17PMc2
- Spezies Methanolobus sp. AME1
- Spezies Methanolobus sp. AME4
- Spezies Methanolobus sp. HiM
- Spezies Methanolobus sp. M23
- Spezies Methanolobus sp. T82-4
- Spezies Methanolobus sp. UBA118
- Spezies Methanolobus sp. UBA32
- Spezies Methanolobus sp. UBA474

- Gattung Methanomethylovorans Lomans et al. 2004 (L,N)
  - Spezies Methanomethylovorans hollandica Lomans et al. 2004 (L,N),
mit M. sp. ZB (N)
  - Spezies Methanomethylovorans thermophila Jiang et al. 2005 (L,N)
  - Spezies Methanomethylovorans uponensis Cha et al. 2014 (L,N),
mit M. sp. EK1 (N)
  - Spezies Methanomethylovorans victoriae (N)

- Spezies Methanomethylovorans sp. LFP3.1
- Spezies Methanomethylovorans sp. mMPA
- Spezies Methanomethylovorans sp. PtaU1.Bin073
- Spezies Methanomethylovorans sp. PtaU1.Bin093
- Spezies Methanomethylovorans sp. Z1

- Gattung Methanosalsum Boone & Baker 2002 (L,N)
  - Spezies Methanosalsum natronophilum Sorokin et al. 2015 (L,N),
mit M. sp. AME2 (N), Methanosalsum sp. AME6 (N), Methanosalsum sp. AME9 (N)
  - Spezies Methanosalsum zhilinae (Mathrani et al. 1988) Boone & Baker 2002 (L,N),
früher Methanohalophilus zhilinae Mathrani et al. 1988 (N)
  - Spezies Methanosalsum sp. GRAU-6 (N)

- Gattung Methanosarcina Kluyver & van Niel 1936 (L) bzw. Kluyver & van Niel 1936 emend. Barker 1956 (W) bzw. Kluyver & van Niel 1936 emend. Barker 1956 emend. Ni et al. 1994, nom. approb (N) – Typusgattung (L)

- Familie Methermicoccaceae Cheng et al. 2007 (L,N)
  - Gattung Methermicoccus Cheng et al. 2007 (L,N) – Typegattung (L)
    - Spezies Methermicoccus shengliensis Cheng et al. 2007 (L,N),[16]
mit Methanosarcinaceae archaeon ZC-1 (N) alias Methanogenic archaeon ZC-1(N)[17]

- Klade ANME-2-Cluster (en. ANME-2 cluster, Anaerobic Methanotrophs group 2)[8] (N) – Stand: 24. April 2022
  - Gattung Candidatus Syntrophoarchaeum Laso-Perez et al. 2016[10] (N)
    - Spezies Candidatus Syntrophoarchaeum butanivorans Laso-Perez et al. 2016 (N),
mit Euryarchaeota archaeon BOX1 (N)
    - Spezies Candidatus Syntrophoarchaeum caldarius Laso-Perez et al. 2016 (N),
mit Euryarchaeota archaeon BOX2 (N)
    - Spezies Candidatus Syntrophoarchaeum sp. GoM_oil[10] (N)
    - Spezies Candidatus Syntrophoarchaeum sp. WYZ-LMO15 X. Feng, Y. Wang,Y. et al. (N)

  - Arten ohne Gattungszuweisung
    - Spezies ANME-2 cluster archaeon HR1 (N)
    - Spezies Methanosarcinales archaeon ANME-2c ERB4[18] (N)

- Klade GOM-Arc-I-Cluster mit Schreibvariante GoM-Arc1-Cluster (en. GOM Arc I cluster, GoM Arc1 cluster, Gulf of Mexico Archaea group 1)[8] (N)
  - Gattung Candidatus Ethanoperedens C.J. Hahn et al. 2020 (L,N)
    - Spezies Candidatus Ethanoperedens thermophilum Hahn et al. 2020 (L,N)

- Arten ohne Gattungszuweisung
  - Spezies Methanosarcinales archaeon ex4484_138 (N)
  - Spezies Methanosarcinales archaeon ex4572_44 (N)

- Mitglieder ohne Familien oder Cluster-Zuweisung
  - Gattung Candidatus Argarchaeum corrig. Chen et al. 2019 (L),
Schreibvariante: Ca. Argoarchaeum Chen et al. 2019[9][10] (L,N)
    - Spezies Candidatus Argarchaeum ethanivorans corrig. Chen et al. 2019 (L),
Schreibvariante: Ca. Argoarchaeum ethanivorans Chen et al. 2019 (L,N)

- Spezies Methanosarcinales archaeon ANME-1 ERB6 (N) – zur Ordnung Methanophagales alias ANME-1-Custer?[19]
- Spezies Methanosarcinales archaeon ANME-1 ERB7 (N) – zur Ordnung Methanophagales alias ANME-1-Custer?[19]
- Spezies Methanosarcinales archaeon ANME-2c ERB4 (N) – zum ANME-2-Cluster?[8]
- Spezies Methanosarcinales archaeon Met12 (N)
- Spezies Methanosarcinales archaeon Methan_01 (N)
- Spezies Methanosarcinales archaeon Methan_02 (N)
- Spezies Methanosarcinales archaeon Methan_03 (N)
- Spezies Methanosarcinales archaeon Methan_04 (N)
- Spezies Methanosarcinales archaeon UBA203 (N)
- Spezies Methanosarcinales archaeon UBA261 (N)
- Spezies Methanosarcinales archeaon 56_1174 (N)

### Journale
- Thomas Cavalier-Smith: The neomuran origin of archaebacteria, the negibacterial root of the universal tree and bacterial megaclassification. In: Int. J. Syst. Evol. Microbiol. 52. Jahrgang, Nr. 1, 2002, S. 7–76, doi:10.1099/00207713-52-1-1, PMID 11837318 (englisch).
- Thomas Cavalier-Smith: The kingdoms of organisms. In: Nature. 324. Jahrgang, Nr. 6096, 1986, S. 416–417, doi:10.1038/324416a0, PMID 2431320, bibcode:1986Natur.324..416C (englisch).
- Mads Ujarak Sieborg, Amalie Kirstine Hessellund Nielsen, Lars Ditlev Mørck Ottosen, Kim Daasbjerg, Michael Vedel Wegener Kofoed: Bio-integrated carbon capture and utilization: at the interface between capture chemistry and archaeal CO2 reduction. In: Nature Communications, Band 15, 29. August 2024, S. 7492; doi:10.1038/s41467-024-51700-3 (englisch). Dazu:
  - Jesper Bruun Petersen: CO2-Eating Bacteria Turn Chimney Smoke Into Sustainable Fuel. Auf: SciTechDaily vom 19. Januar 2025.
Anm.: Wie aus der Studie hervorgeht, handelt es sich tatsächlich um methanogene Archaeen, nicht Bakterien.

### Bücher
- David R. Boone, William B. Whitman, Yosuke Koga: Order III. Methanosarcinales ord. nov. In: D. R. Boone, R. W. Castenholz (Hrsg.): Bergey’s Manual of Systematic Bacteriology Volume 1: The Archaea and the deeply branching and phototrophic Bacteria, 2. Auflage, Springer Verlag, New York 2001, ISBN 978-0-387-98771-2, S. 169
- William D. Grant, Masahiro Kamekura, Terry J. McGenity, Antonio Ventosa: Class III. Halobacteria class. nov. In:  D. R. Boone, R. W. Castenholz (Hrsg.): Bergey’s Manual of Systematic Bacteriology Volume 1: The Archaea and the deeply branching and phototrophic Bacteria, 2. Auflage, Springer Verlag, New York 2001, ISBN 978-0-387-98771-2, S. 169
- George M. Garrity Garrity, Julia A. Bel, Timothy G. Lilburn et al.: Ausgabe 5.0, 6. März 2007. Release 7.7, Name for Life: doi:10.1601/tx.0.